# Magno di Füssen
Magno di Füssen, noto anche, in lingua tedesca,  come St. Mang (699 circa – Füssen, 772), fu un monaco ed eremita tedesco, che fondò l'Abbazia di Füssen, divenendone il primo abate; è venerato come santo dalla Chiesa cattolica.
La figura storica di san Magno è difficile da inquadrare, tuttavia la storia della sua attività ed il culto popolare dei suoi devoti per i suoi miracoli è ancora multiforme ed ampiamente diffusa dopo un periodo di oltre un millennio, in un territorio che include l'Algovia ed il Tirolo, la Svevia superiore e la Svizzera, ove viene addirittura insignito del titolo di apostolo.

## La figura storica
Di Magnus non vi è nulla di storicamente certo. La testimonianza scritta più antica risale alla fine del secolo IX, una Vita S. Magni di autore anonimo, comparsa verso l'895. Una copia risalente all'inizio del X secolo si trova nella biblioteca dell'Abbazia di Einsiedeln, classificato come Codex 265. Nell'antica letteratura la Vita come fonte storica fu analizzata criticamente e ricostruito di conseguenza il cammino del santo: questi sarebbe nato presumibilmente verso il 699 nei pressi di San Gallo e probabilmente nel 746 si sarebbe recato in missione a Füssen dove, dopo 26 anni di attività, sarebbe deceduto nel 772.
Al contrario la letteratura relativa alle recenti ricerche interpreta questa Vita come un'opera letteraria, una leggenda simbolica, che rappresenta l'anelo dei santi alla perfezione. La Vita non viene più ora citata come un rapporto storico.
«Una cosa sola è certa, che egli è vissuto. Presumibilmente era un eremita locale della zona di Füssener, […] che è morto il 6 settembre di un qualche anno dell'VIII secolo»
Stefan Vatter per contro suggerisce nella sua recente monografia su Magnus, che questi, in base a quanto riportato nella sua più antica Vita, doveva essere stato un monaco irlandese dell'Abbazia di San Gallo.
Magnus, con i monaci irlandesi san Gallo e san Colombano uno dei tre "santi di Algovia". In una cappella eretta nel 2000 sull'autostrada A96, presso la piazzola di sosta di Winterberg a Leutkirch in Algovia, i tre santi vengono rappresentati con una scultura bronzea.

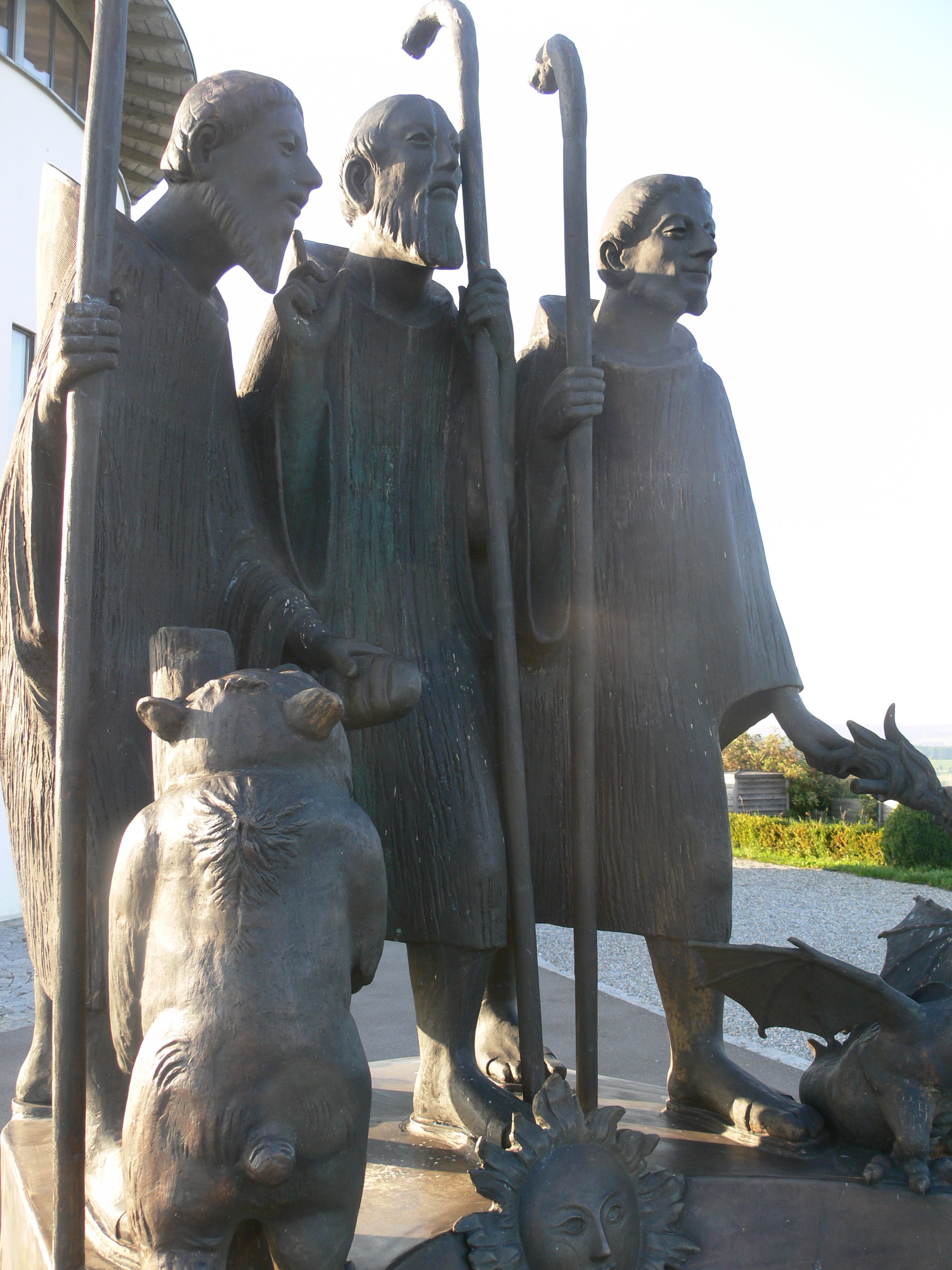
I tre santi dell'Algovia – Scultura bronzea nella piazzola di sosta di Winterberg

Già l'anno del decesso di Magnus non è tramandato. Nella tradizione locale si parla del 750 come anno della sua morte.

## LaVita S. Magni
Il significato della Vita S. Magni è stato chiaramente posto in luce da Dorothea Walz. L'anelito a seguire il Cristo e così raggiungere la perfezione pervade lo spirito di questa biografia e si esprime in un ordine rigidamente stabilito, simbolizzato da combinazioni di numeri.
La suddivisione in capitoli contiene la chiave per una profonda comprensione della Vita, che è composta da 28 capitoli. Il numero 28 nel medioevo era considerato un numerus perfectus (numero perfetto), in quanto 28 è pari alla somma dei suoi divisori (1+2+4+7+14 = 28).
I capitoli dall'1 al 25 mostrano la vita terrena di Magnus, gli ultimi tre gli ultimi risultati ed i miracoli avvenuti dopo la sua morte. 
Innanzitutto nei primi otto capitoli viene illustrato Magnus come un principe irlandese, che segue l'abate san Colombano come allievo, ed i successivi 8 lo descrivono come allievo di san Gallo. Dopo questi sedici capitoli da allievo, che terminano con la sua uscita da San Gallo e la guarigione dalla cecità a Bregenz, Magnus viene rappresentato come un maestro completo. 
Egli sconfigge il serpente boa a Kempten ed il drago a Roßhaupten, annienta lo spirito del fiume e del monte nella gola del Lech, nella località che fu chiamata Füssen, e vi fonda una celletta ed un oratorio.
Dopo il decesso di Magnus la celletta venne distrutta. Il vescovo di Augusta, Sintpert, la fece ricostruire e completare sotto la chiesa ed il monastero dei suoi seguaci.
Il vescovo Lanto fece cercare la tomba di Magnus.
Come narra poi la Vita, la tomba venne scoperta grazie ad una miracolosa segnalazione e il corpo di Magnus reperito intatto, un chiaro segno della sua santità e della splendida legittimazione per la costruzione di un nuovo monastero benedettino. Questo venne aggiunto verso l'830/840.

## Il culto
Il culto di san Magnus si trova principalmente nei monasteri divenuti benedettini. Nella zona alpina lo si venera come patrono e santo ausiliatore contro topi, bruchi e la piaga dei maggiolini. Talvolta la leggenda di san Magno subentra a culti pre-cristiani di località considerate sacre, ad esempio il melo presso Schwangau / Waltenhofen oppure la cascatella del Lech a Lusalten, chiamata passo di Magnus.
Particolari proprietà miracolose venivano attribuite al bastone di San Magno.
La benedizione con il "bastone di San Magnus", contro i parassiti delle piante e degli ortaggi e contro gl'insetti nocivi, veniva spesso praticata dai monaci custodi del monastero benedettino di Füssen. Questa pratica popolare venne abolita nel XVIII secolo e nel periodo della secolarizzazione dei beni ecclesiastici nel regno di Baviera, fu proibita da un decreto governativo (1804) che confiscò anche il bastone di San Magno.
Esso venne comunque restituito nel 1822 ed ancor oggi il martedì di Pentecoste ed il 6 settembre, giorno della memoria liturgica del santo, a Füssen si svolge una processione nella quale viene portato anche il bastone del santo.

### Attributi
Nell'arte sacra san Magno viene rappresentato con diversi attributi. Come abate di un monastero benedettino egli indossa una cocolla, una croce pettorale ed un bastone pastorale. L'orso addomesticato rappresenta la sottomissione e l'asservimento all'uomo della pericolosa violenza della natura. Nel corso della Controriforma il drago, che secondo la leggenda san Magno sconfisse nella forra presso Roßhaupten, divenne il suo principale attributo, una rappresentazione della Chiesa tridentina contro il paganesimo e l'eresia.